# SG페어바둑 최강전
SG페어바둑 최강전은 SG그룹이 후원하는 대회로, 이벤트성 대회로만 열리던 페어대회에서 벗어나 국내 페어대회의 효시가 된 대회이다. 1회 대회는 SG세계물산배라고 명명되었다가, 2회 대회부터 현행 대회이름으로 변경되었다. 프로기사와 아마기사가 신분에 제한 없이 참가가 가능하다. 3회 대회부터 우승팀은 중국 허베이에서 열리는 루양배 한중일 삼국 바둑명인페어전에 한국대표로 출전한다. 6회 대회부터 해외에 문호를 개방해하여 외국인 초청시드를 신설해 중국ㆍ일본ㆍ대만에서 각 1개팀이 국내 페어와 자웅을 겨루게 됐다

## 상금
- 우승 3000만원
- 준우승 1000만원

## 대회규정
- 팀 조합에 아마추어 1명을 넣을 수 있다. 프로+프로 조합이거나 프로+아마 조합이어야 하며 아마+아마는 안 된다.
- 착수는 흑(여성)→백(여성)→흑(남성)→백(남성) 순으로 순환한다.
- 착점 순서를 위반하면 3집이 공제. 누적 3회 위반 시 실격패 처리.
- 제한시간 팀당 각 10분. 초읽기 40초 3회
- 덤 5집반(1회대회)
- 2회 대회부터 덤베팅제라는 독특한 룰이 적용된다. 페어바둑에서는 백을 잡는 쪽이 유리하게 되어 있는 점을 완화하기 위해, 대국전 돌을 가릴때, 각 팀이 제시한 덤을 비교해 흑 백을 가리는 규정이다. 대국이 시작되기 직전에 각 팀은 종이에 덤을 적고 다 적으면 서로 공개해 더 많은 덤을 제시한 쪽이 흑을 잡는다. 만약 같을 경우 돌을 가려 맞힌 쪽이 선택권을 가진다.(페어바둑은 흑을 쥔 상대편 남성의 수를 백을 잡은 남성이 대응할 수 있기 때문에 일반적으로 백을 잡는 것이 유리하다고 알려져 있다.)

## 대회결과
| 회수 | 연도 | 우승                      | 준우승                    |
| ---- | ---- | ------------------------- | ------------------------- |
| 1    | 2011 | 한상훈 五단 · 김미리 二단 | 목진석 九단 · 김혜민 六단 |
| 2    | 2012 | 유창혁 九단 · 최정 二단   | 조한승 九단 · 오정아 初단 |
| 3    | 2013 | 진시영 五단 · 오정아 二단 | 박승화 五단 · 김혜림 二단 |
| 4    | 2014 | 최원용 七단 · 권주리 아마 | 나현 四단 · 김미리 三단   |
| 5    | 2015 | 박승화 六단 · 최정 五단   | 최철한 九단 · 윤지희 三단 |
| 6    | 2016 | 박승화 七단 · 최정 六단   | 김지석 九단 · 오유진 二단 |
| 7    | 2017 | 이영구 九단 · 김미리 三단 | 최철한 九단 · 오정아 三단 |
| 8    | 2018 | 김지석 九단 · 오유진 六단 | 전용수 初단 · 김노경 아마 |

## 같이 보기
- 한중일 3국 바둑명인페어대회